# الفونسو باراساوین
الفونسو باراساوین (انگلیسی: Alfonso Barasoain; ۲۸ ژانویهٔ ۱۹۵۸ – ۲۵ مهٔ ۲۰۲۱) بازیکن فوتبال اهل اسپانیا بود.